# 隋宝庫
隋宝庫（ずい ほうこ、1986年4月25日 - ）は、中国の男子ショートトラックスピードスケート選手。黒龍江省ジャムス市出身。
2007年アジア冬季競技大会で500メートルで優勝し国際大会で初の優勝を手にした。同大会では5000mリレーでも銀メダルを獲得している。2006年のトリノオリンピックでは5000mリレーで5位になっている。